# Calendário chinês
O calendário chinês (Chinês Xia Li (夏曆), Tradicional: (農曆), Chinês Simplificado: (农历), pinyin: nónglì) é o mais antigo registro cronológico de que se tem conhecimento na história. É um calendário que se utiliza tanto do Sol quanto da Lua. A partir dele surgiu o horóscopo chinês. Na Ásia diversos países adotam calendários parecidos com o chinês.
O calendário chinês é lunissolar. Cada ano possui doze lunações acarretando um total de 354 dias. Para não se perder a sincronia com o ciclo solar (de 365,25 dias), é acrescentado um mês aproximadamente a cada três anos. Desta forma não se perde a sincronia nem com o ciclo solar, nem com o lunar. Por isso, considera-se que o calendário chinês é lunissolar.
A partir de 17 de fevereiro de  2026, estaremos no ano 4723 do calendário chinês, o ano do Cavalo.

## Ciclo
"shu" 鼠 (rato), "niu" 牛 (boi), "hu" 虎 (tigre), "tu" 兔 (coelho), "long" 龍 (dragão), "she" 蛇 (serpente), "ma" 馬 (cavalo), "yang" 羊 (cabra), "hou" 猴 (macaco), "ji" 雞 (galo), "gou" 狗 (cão), "zhu" 豬 (porco).

## Datas
| Animal   | 1900-1923               | 1924-1947               | 1948-1971               | 1972-1995               | 1996-2019               | 2020-2043               |
| -------- | ----------------------- | ----------------------- | ----------------------- | ----------------------- | ----------------------- | ----------------------- |
| Rato     | 31 de janeiro de 1900   | 5 de fevereiro de 1924  | 10 de fevereiro de 1948 | 15 de fevereiro de 1972 | 19 de fevereiro de 1996 | 25 de janeiro de 2020   |
| Boi      | 19 de fevereiro de 1901 | 24 de janeiro de 1925   | 29 de janeiro de 1949   | 3 de fevereiro de 1973  | 8 de fevereiro de 1997  | 12 de fevereiro de 2021 |
| Tigre    | 8 de fevereiro de 1902  | 13 de fevereiro de 1926 | 17 de fevereiro de 1950 | 23 de janeiro de 1974   | 28 de janeiro de 1998   | 1 de fevereiro de 2022  |
| Coelho   | 29 de janeiro de 1903   | 2 de fevereiro de 1927  | 6 de fevereiro de 1951  | 11 de fevereiro de 1975 | 16 de fevereiro de 1999 | 22 de janeiro de 2023   |
| Dragão   | 16 de fevereiro de 1904 | 23 de janeiro de 1928   | 27 de janeiro de 1952   | 31 de janeiro de 1976   | 5 de fevereiro de 2000  | 10 de fevereiro de 2024 |
| Serpente | 4 de fevereiro de 1905  | 10 de fevereiro de 1929 | 14 de fevereiro de 1953 | 18 de fevereiro de 1977 | 24 de janeiro de 2001   | 29 de janeiro de 2025   |
| Cavalo   | 25 de janeiro de 1906   | 30 de janeiro de 1930   | 3 de fevereiro de 1954  | 7 de fevereiro de 1978  | 12 de fevereiro de 2002 | 17 de fevereiro de 2026 |
| Cabra    | 13 de fevereiro de 1907 | 17 de fevereiro de 1931 | 24 de janeiro de 1955   | 28 de janeiro de 1979   | 1 de fevereiro de 2003  | 6 de fevereiro de 2027  |
| Macaco   | 2 de fevereiro de 1908  | 6 de fevereiro de 1932  | 12 de fevereiro de 1956 | 16 de fevereiro de 1980 | 22 de janeiro de 2004   | 26 de janeiro de 2028   |
| Galo     | 22 de janeiro de 1909   | 26 de janeiro de 1933   | 31 de janeiro de 1957   | 5 de fevereiro de 1981  | 9 de fevereiro de 2005  | 13 de fevereiro de 2029 |
| Cão      | 10 de fevereiro de 1910 | 14 de fevereiro de 1934 | 18 de fevereiro de 1958 | 25 de janeiro de 1982   | 29 de janeiro de 2006   | 3 de fevereiro de 2030  |
| Porco    | 30 de janeiro de 1911   | 4 de fevereiro de 1935  | 8 de fevereiro de 1959  | 13 de fevereiro de 1983 | 18 de fevereiro de 2007 | 23 de janeiro de 2031   |
| Rato     | 18 de fevereiro de 1912 | 24 de janeiro de 1936   | 28 de janeiro de 1960   | 2 de fevereiro de 1984  | 7 de fevereiro de 2008  | 11 de fevereiro de 2032 |
| Boi      | 6 de fevereiro de 1913  | 11 de fevereiro de 1937 | 15 de fevereiro de 1961 | 20 de fevereiro de 1985 | 26 de janeiro de 2009   | 31 de janeiro de 2033   |
| Tigre    | 26 de janeiro de 1914   | 31 de janeiro de 1938   | 5 de fevereiro de 1962  | 9 de fevereiro de 1986  | 14 de fevereiro de 2010 | 19 de fevereiro de 2034 |
| Coelho   | 14 de fevereiro de 1915 | 19 de fevereiro de 1939 | 25 de janeiro de 1963   | 29 de janeiro de 1987   | 3 de fevereiro de 2011  | 8 de fevereiro de 2035  |
| Dragão   | 3 de fevereiro de 1916  | 8 de fevereiro de 1940  | 13 de fevereiro de 1964 | 17 de fevereiro de 1988 | 23 de janeiro de 2012   | 28 de janeiro de 2036   |
| Serpente | 23 de janeiro de 1917   | 27 de janeiro de 1941   | 2 de fevereiro de 1965  | 6 de fevereiro de 1989  | 10 de fevereiro de 2013 | 15 de fevereiro de 2037 |
| Cavalo   | 11 de fevereiro de 1918 | 15 de fevereiro de 1942 | 21 de janeiro de 1966   | 27 de janeiro de 1990   | 31 de janeiro de 2014   | 4 de fevereiro de 2038  |
| Cabra    | 1 de fevereiro de 1919  | 5 de fevereiro de 1943  | 9 de fevereiro de 1967  | 15 de fevereiro de 1991 | 19 de fevereiro de 2015 | 24 de janeiro de 2039   |
| Macaco   | 20 de fevereiro de 1920 | 25 de janeiro de 1944   | 30 de janeiro de 1968   | 4 de fevereiro de 1992  | 8 de fevereiro de 2016  | 12 de fevereiro de 2040 |
| Galo     | 8 de fevereiro de 1921  | 13 de fevereiro de 1945 | 17 de fevereiro de 1969 | 23 de janeiro de 1993   | 28 de janeiro de 2017   | 1 de fevereiro de 2041  |
| Cão      | 28 de janeiro de 1922   | 2 de fevereiro de 1946  | 6 de fevereiro de 1970  | 10 de fevereiro de 1994 | 16 de fevereiro de 2018 | 22 de janeiro de 2042   |
| Porco    | 16 de fevereiro de 1923 | 22 de janeiro de 1947   | 27 de janeiro de 1971   | 31 de janeiro de 1995   | 5 de fevereiro de 2019  | 10 de fevereiro de 2043 |